# Право-Бырдо
Право-Бырдо (болг. Право бърдо) — село в Благоевградской области Болгарии. Входит в состав общины Петрич. Находится примерно в 10 км к северо-западу от центра города Петрич и примерно в 66 км к югу от центра города Благоевград. По данным переписи населения 2011 года, в селе  проживало 60 человек, преобладающая национальность — болгары.

## Население
| Год     | 1934 | 1946 | 1956 | 1965 | 1975 | 1985 | 1992 | 2001 | 2011 |
| ------- | ---- | ---- | ---- | ---- | ---- | ---- | ---- | ---- | ---- |
| Жителей | 190  | 245  | 295  | 316  | 254  | 202  | 189  | 111  | 60   |

|  |